# 積遜·沙基爾
積遜·菲臘·沙基爾（英語：Jason Philip Shackell，1983年9月27日—）是一名英格蘭足球運動員，司職後衛，出身诺里奇城青訓系統。

## 生平

### 球會
諾域治
沙基爾是诺里奇城的青訓產品，沙基爾於2003年4月5日首次代表一隊上陣，以1-2負於打比郡。雖然沙基爾的最佳位置是中堅，但他最初幾次上陣均是代替因傷或停賽缺陣的德鲁擔任左閘。
翌季於諾域治贏得最後一屆的甲組〈II〉聯賽冠軍的球季，沙基爾取得更多的上陣機會。當球會升班英超的首數月沙基爾沒有獲派上陣，直到2005年2月在主場對曼城才首次亮相英超，雖然諾域治以2-3落敗，但他卻能夠在餘下球季維持在隊內中路防守的角色，惟不能阻止諾域治降班的命運。
2005/06年球季原本是沙基爾大顯身手的時機，但他卻遭到傷病困擾，導致季中缺陣長達四個月，並於2006年夏季接受腳踝手術。翌季他首次為諾域治取得入球，於2006年10月17日作客對伯明翰城射入賽事唯一的入球；同季於再於普雷斯頓和盧頓身上各入1球,但諾域治卻無力爭取重返頂級聯賽。
2007/08年球季沙基爾幾乎出席球會的所有賽事，然而他亦在季初對狼隊因飛剷亨利而領得個人首面紅牌。沙基爾亦於季初被主帥格蘭任命為隊長。2007年10月沙基爾簽署新約留在卡諾路球場直至2010年。但到了12月，沙基爾的運勢逆轉，新任領隊罗德尔解除他的隊長職務。
翌季季初於諾域治補充多員防守球員後，沙基爾更被排除出正選名單外。2008年9月1日他以據報約100萬英鎊轉投另一支英冠球隊狼隊，雙方簽署四年合約。
狼隊
遺憾是沙基爾在莫利纽球场未能取得正選席位，在上陣排名中落後其他隊友。於2009年2月10日以借用身份重返改由冈恩帶領的诺里奇城效力至球季結束，但未能協助母會護級，卻由於上半季為狼隊上陣12場，足夠獲得一面英冠冠軍獎牌，同一個球季分別效力冠軍及降班球隊。
在狼隊未獲重視，他於2009年8月被借用到英冠球會唐卡士打，初步為期1個月，其後獲延長至球季結束。
班士利
2010年5月12日沙基爾離開莫利纽球场加盟班士利，轉會費沒有透露，他取代福斯特獲委為隊長。2010年8月28日沙基爾於主場奧基威爾球場2-0擊敗米杜士堡取得效力班士利以來的首個入球，在28分鐘頂入為球隊先拔頭籌。
沙基爾於2010/11年球季連串的優異演出後，除使他獲選班士利年度最佳球員外)，更有傳言他會離開奧基威爾球場轉投其他球隊，分別與英冠的般尼、打比郡、侯城、樸茨茅夫及新升英超的史雲斯扯上關係。
打比郡先後兩次的出價均被拒絕，第二次出價據報約為70萬英鎊，2011年6月15日打比郡再接再厲，提價至即付750萬英鎊，潛在可增加至100萬英鎊，最終打動班士利，於6月17日獲得接納。
打比郡
沙基爾於2011年6月21日正式成為打比郡的球員，簽署三年合約。他於球季揭幕日為新東家處子登場以2-1擊敗伯明翰城即取得入球，接應的自由球頂入為球隊將比數扳平1-1，他同時擔任「公羊」（The Rams）的隊長和獲得「全場最佳球員」的榮譽。打比郡於季初連贏4仗，是球隊超過100年來最佳的開季成績，踏入10月初的國際賽期前仍然位處聯賽榜頭三名的席位。沙基爾的表現是打比郡季初取得成功的關鍵，使他獲得提名「英冠每月最佳球員」，但最終由米杜士堡的獲選。沙基爾於整個2011/12年球季的每場賽事在中堅位置均正選上陣，在2012年3月中於1-0擊敗諾定咸森林中受傷後出任隊長之職。於球末時期，打比郡拒絕分別來自3支球隊的4次出價，據報般尼和卡迪夫城均曾經出價。2012年7月4日打比郡證實接納般尼的出價，約值110萬英鎊。
般尼
2012年7月5日沙基爾正式簽約加盟另一支英冠球隊般尼，轉會費金額沒有透露，合約為期四年，同月月尾，沙基爾獲委為球隊的隊長。

## 榮譽
狼隊
- 英格蘭冠軍聯賽：2008/09年；

## 外部連結
- Official club profile
- 足球数据库：積遜·沙基爾的球员统计数据
- Jason Shackell player profile （页面存档备份，存于） at ex-canaries.co.uk
- Cameo in MTV's The Hills